# Cikloalkének
A cikloalkének vagy cikloolefinek olyan alkén szénhidrogének, amelyekben szénatomokból álló zárt gyűrű található, de nincs aromás jellegük. A cikloalkének egy része, például a ciklobutén és ciklopentén monomerként használható polimer láncok előállításához.

## Példák

Ciklopropén
Ciklobutén
Ciklopentén
Ciklohexén
Cikloheptén
1,3-Ciklohexadién
1,4-Ciklohexadién
1,5-Ciklooktadién

## Fordítás
- Ez a szócikk részben vagy egészben a Cycloalkene című angol Wikipédia-szócikk ezen változatának fordításán alapul.  Az eredeti cikk szerkesztőit annak laptörténete sorolja fel. Ez a jelzés csupán a megfogalmazás eredetét és a szerzői jogokat jelzi, nem szolgál a cikkben szereplő információk forrásmegjelöléseként.

## Külső hivatkozások
- Ciklomonoének – Kempelen Farkas Digitális Tankönyvtár